# Parkin Harape
Parkin Harape (thailändisch ภาคิณ หาราภี; * 30. Juni 2001 in Aloha, Oregon) ist ein thailändisch-US-amerikanischer Fußballspieler.

## Karriere
Parkin Harape spielte von 2020 bis 2022 in der Universitätsmannschaft der Lindenwood University in Aloha im Bundesstaat Oregon. Wo er von 2022 bis 2023 gespielt hat, ist unbekannt. Im Januar 2024 nahm ihn der thailändische Erstligist Police Tero FC unter Vertrag. Sein Erstligadebüt für den Verein aus der Hauptstadt Bangkok gab Parkin Harape am 14. Februar 2024 (17. Spieltag) im Auswärtsspiel gegen den Chonburi FC. Bei der 4:2-Niederlage wurde er in der 82. Minute für den Südkoreaner Choi Ho-ju eingewechselt. In seinem ersten Ligaspiel erzielte er in der 90.+2 Minute sein erstes Ligator. Am Ende der Saison 2023/24 belegte er mit Police Tero den 15. Tabellenplatz und musste somit in die zweite Liga absteigen. Nach insgesamt 15 Ligaspielen, in denen er einen Treffer erzielte, wechselte er im Januar 2025 nach Rayong zum Erstligisten Rayong FC.